# Почобут Андрій Станіславович

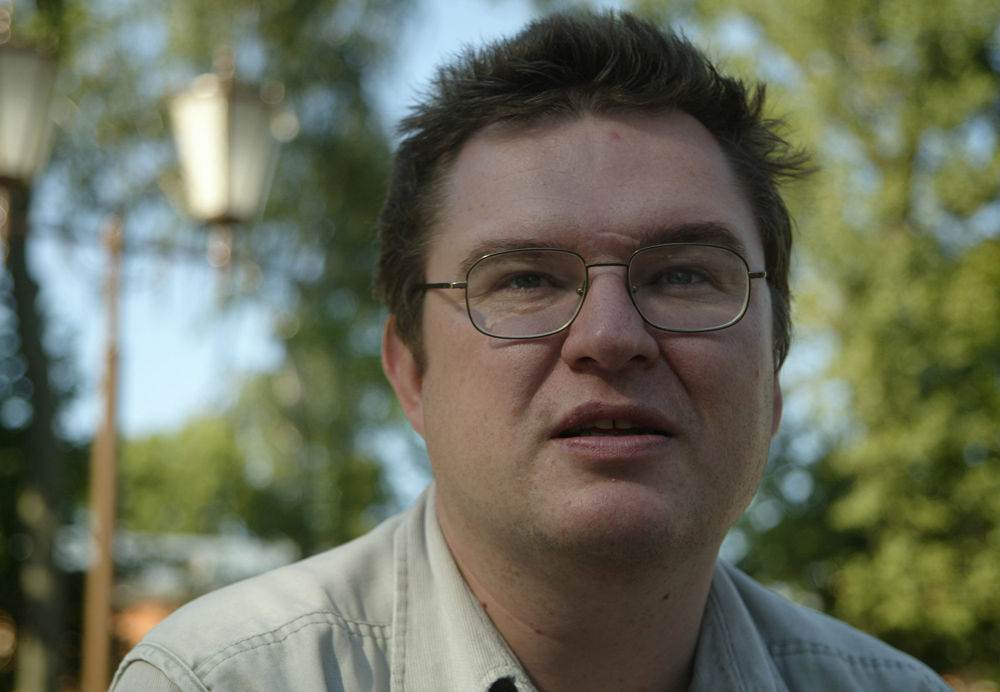
Андрій Пачобут у 2005 році

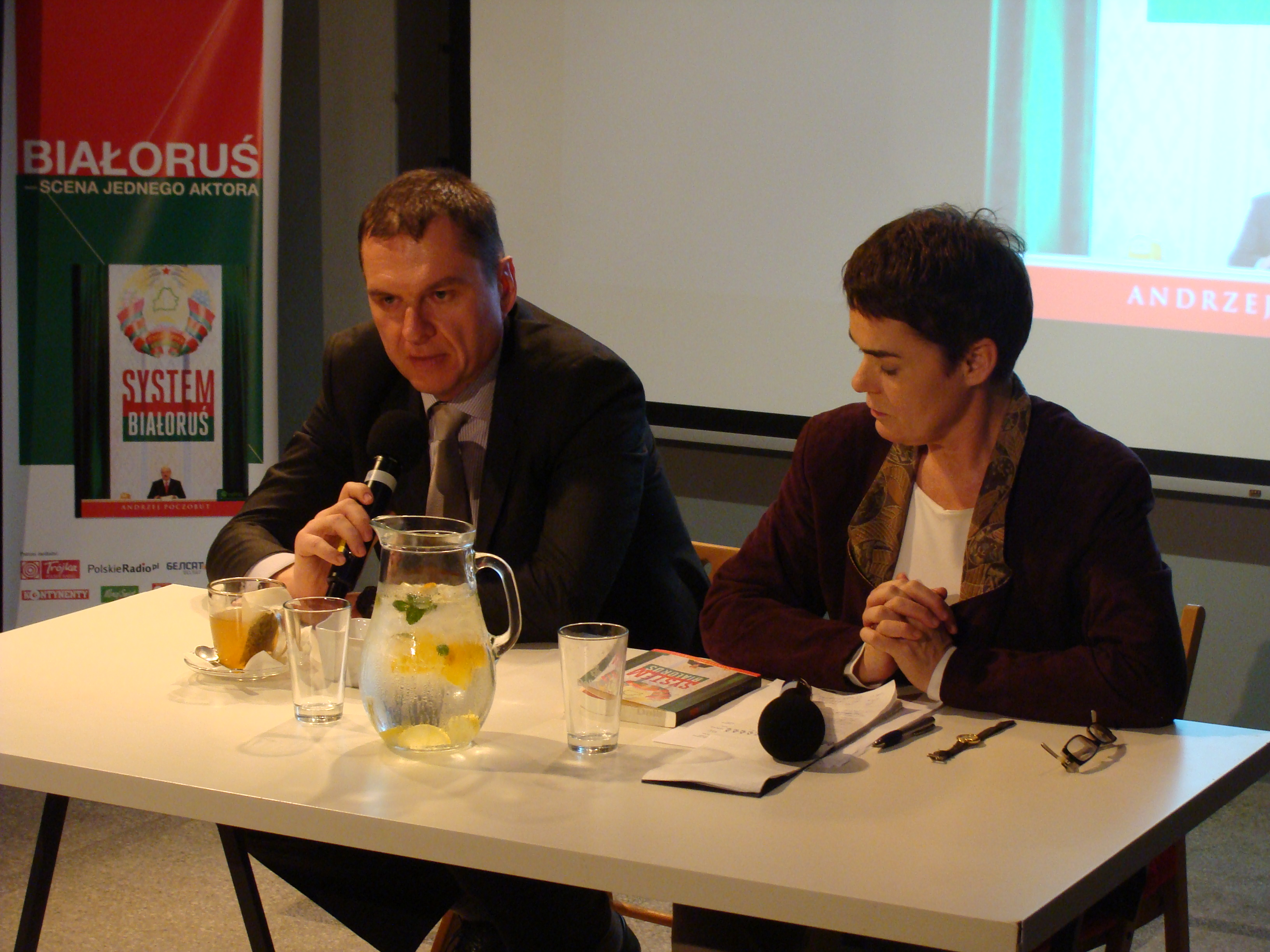
Андрій Пачобут і Марія Пшеломець під час презентації книги «Система Білорусь» у Варшаві, 23 жовтня 2013 р.

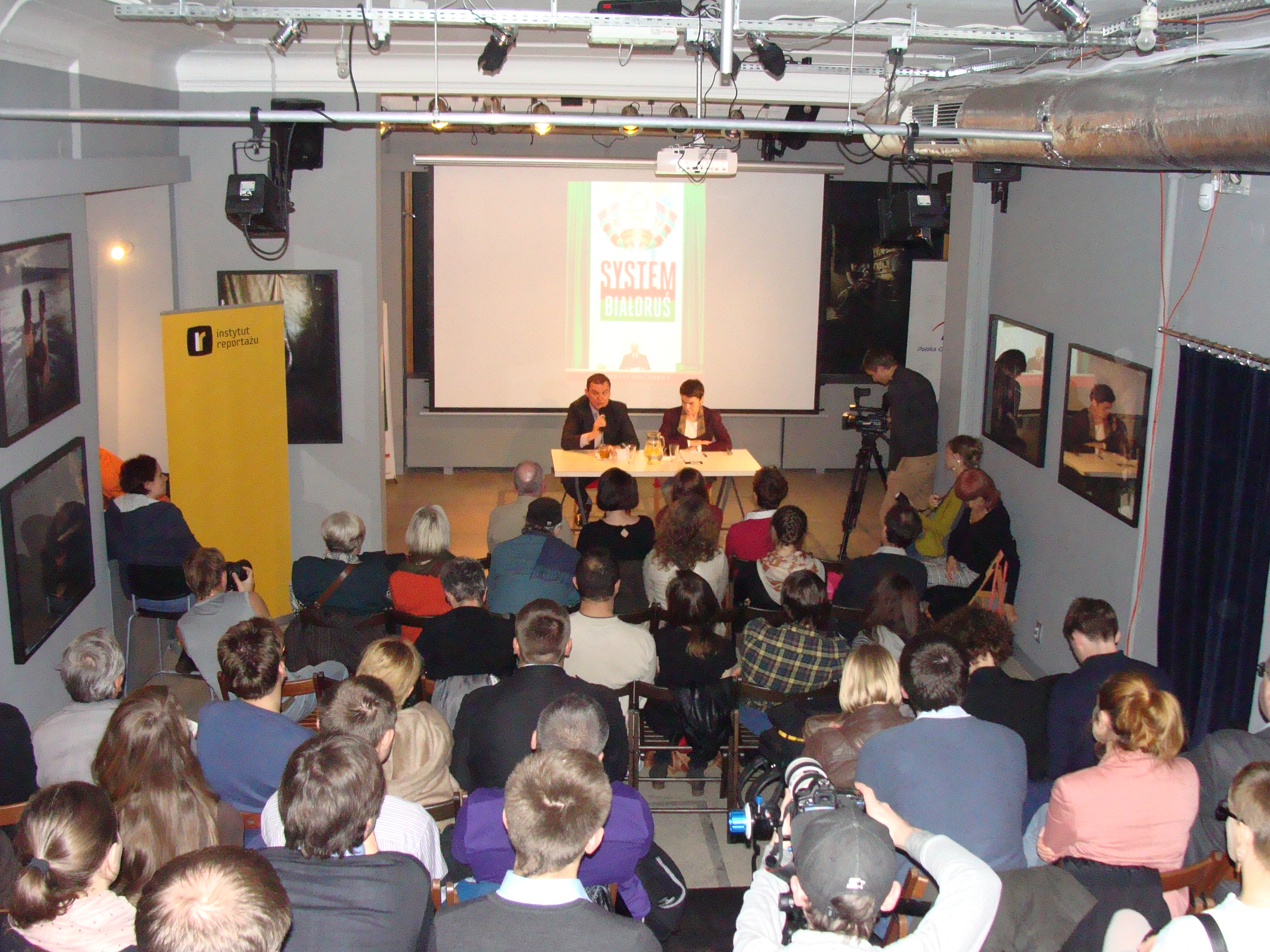
Презентація книги System Belarus у Варшаві 23 жовтня 2013 року

Андрій Почобут (біл. Андрэй Пачобут, пол. Andrzej Poczobut) (16 квітня 1973, Велика Берестовиця) — білоруський журналіст, публіцист і блогер, активіст Спілки поляків Білорусі. Політичний в'язень Білорусі, в'язень сумління.

## Життєпис
Народився 16 квітня 1973 року в місті Велика Берестовиця Гродненської області. Закінчив юридичний факультет Гродненського державного університету імені Янки Купали (1998). Працював викладачем права у Гродненському державному політехнічному коледжі та недержавному технікумі права та бізнесу (1999—2001). З 2002 року займається журналістикою.
Працював у гродненських газетах «Пагоня», «Дзень», «Мясцовы час», «Поверх Немна», а також був кореспондентом мінської незалежної газети «Народная воля». Обіймав посаду головного редактора часопису Спілки письменників Білорусі (СПБ) «Magazyn Polski na uchodźstwie». Активний учасник СПБ, до якої належить з початку 1990-х років. Він завжди говорив про необхідність отримання незалежності організації в рамках білоруського законодавства. Зараз він обіймає посаду керівника Головної ради СПБ, організації, не визнаної білоруською владою.
За свою громадсько-політичну та журналістську діяльність неодноразово був затриманий, оштрафований, підлягав адміністративному арешту.
З 2006 року він є кореспондентом у Білорусі найбільшого польського видання Gazeta Wyborcza.
Належить до опонентів Олександра Лукашенка, якого неодноразово критикував у своїх статтях.
Експерт у справах, пов'язаних з історією спецслужб СРСР та антирадянського збройного опору на території Західної Білорусі, насамперед щодо діяльності Армії Крайової на цих теренах.
Має дружину та двох дітей (доньку та сина).

## Переслідування
Пачобут висвітлював події в Мінську 19 грудня 2010 року, за що суддя Жовтневого суду Мінська Наталя Пратасавицька засудила його до 15 діб арешту. Це був другий вирок для журналіста у тій самій справі — «за участь» у несанкціонованому мітингу. Перший раз Пачобута оштрафували на 1 мільйон 750 тисяч. рублів, але прокуратура опротестувала постанову суду як надто м'яку.
18 березня 2011 року Гродненська обласна прокуратура порушила справу проти Андрія Пачобута за образу президента Білорусі (ч. 1 ст. 368 КК РБ). 6 квітня Андрія Пачобута затримали, коли він прямував до Мінська для участі в телемості з представниками Європарламенту. Спочатку його затримали на 72 години, але потім взяли під варту на два місяці. Проти нього була порушена ще одна кримінальна справа — за наклеп на А. Лукашенка (ч. 1 ст. 367 КК РБ).
Експертами слідства щодо текстів А. Пачобута були викладач-філолог Гродненського державного університету Олексій Нікітенко та двоє співробітників відділу ідеології Гродненського облвиконкому — Павло Скрабка (начальник) і Віктор Жалезнякович (відповідальний за роботу зі ЗМІ).
Розгляд справи розпочався 14 червня в суді Ленінського району Гродно і проходив у закритому режимі. 5 липня 2011 року А. Пачобута засуджено до 3 років позбавлення волі з відстрочкою виконання покарання на 2 роки. Суд виправдав журналіста за статтею «Образа президента Республіки Білорусь», але визнав його винним у наклепі.
Того ж дня, 5 липня, А. Пачобута було звільнено в залі суду під підписку про невиїзд (з 6 квітня 2011 року журналіст перебував у слідчому ізоляторі Гродненської тюрми № 1).
Ще одна кримінальна справа (повторне звинувачення в наклепі на главу держави, ч. 2 ст. 367 КК РБ) була порушена проти А. Пачобута влітку 2012 року. 21 червня 2012 року його заарештували вдома у Гродно. Підставою стали замітки А. Пачобута в блозі та його статті на сайтах « Хартія 97» і «Білоруський партизан». 30 червня 2012 року вийшов під заставу, а 15 березня 2013 року. другу кримінальну справу проти журналіста закрили за відсутністю складу злочину.
23 вересня 2013 року за першою справою його звільнили від відбування умовного покарання. Звільнення відбулося після закінчення дворічного відтермінування.
Коли його знову заарештували 25 березня 2021 року, високий представник Європейського Союзу із закордонних справ і політики безпеки Жозеп Боррель засудив цей арешт. У лютому 2023 року Пачобута засудили до 8 років колонії суворого режиму.

## Нагороди
Премія журналу ARCHE «За правдиве слово» (Білорусь, 18 січня 2009 р.)
Премія ім Анджея Войцеховського (Польща, 17 листопада 2011 р.)